# Nam Hưng, Tiền Hải
Nam Hưng là một xã ven biển thuộc huyện Tiền Hải, tỉnh Thái Bình, Việt Nam.

## Địa lý
Xã có địa giới hành chính giáp với các xã Nam Phú, Nam Thịnh, Nam Thanh, Nam Hồng và Nam Trung.